# René de Moustier
Pour les autres membres de la famille, voir de Moustier.
René de Moustier, né le 16 février 1850 à Paris et décédé 21 août 1935 à Cubry (Doubs), est un homme politique français.

## Biographie
Il est le fils du marquis Léonel de Moustier. Marié avec Valentine Legrand, fille d'Eugène Legrand et d'Henriette Tiberghien, il est le père de Léonel de Moustier.

## Fonctions
D'abord étiqueté comme bonapartiste, il se rallie définitivement au régime républicain avec son élection à la Chambre des députés en 1889. 
- Conseiller général du canton de Rougemont (1877-1935)
- Député du Doubs (1889-1921) puis sénateur (1921-1935)
- Président du Conseil général du Doubs (1913-1922 et 1925-1935)